# Поліське лозове козацтво
Поліське лозове козацтво — українське військове формування, що діяло на Поліссі у 1939 році.

## Передісторія створення

Петро Башук-«Чок» — перший командир Поліського лозового козацтва

Протягом 1938—1939 років Організація Українських Націоналістів значно активізувала свою діяльність на території Полісся. Була створена нова Поліська округа, а місцеву мережу організації підсилили досвідченими кадрами з Галичини та Волині. Зокрема, ще навесні 1939 року на Полісся прибули двоє активних членів ОУН з Бережанщини — Семен Левицький («Кліщ») та Андрій Мандзій («Байда»). Суттєвою обставиною залишався низький рівень національної свідомості українців у порівнянні з іншими теренами Західної України, обумовлений відсутністю громадського руху, якісних освітніх установ й полонізаційною політикою тамтешнього воєводи. Однак, за допомогою місцевих мешканців націоналісти почали розбудовувати організаційну мережу на території Давидгородського, Дорогичинського, Лунинецького, Пінського, Сарненського та Столинського повітів.
Навесні та улітку 1939 року Крайова екзекутива ОУН видала накази та інструкції, згідно з якими у випадку початку «великої європейської війни», передусім, німецько-польської, члени Організації мали бути готові до підняття збройного повстання на території Західної України з метою захоплення військових складів та важливих стратегічних об'єктів, наслідком чого мало стати проголошення відновлення української державності. У зазначених інструкціях вказувалося також, що за сприятливих обставин члени ОУН повинні були створювати власні повстанські відділи, а також усіляко зривати мобілізацію українських вояків до польського війська.
Для організації повстанських загонів на території Полісся, а також налагодження контактів з українськими землями у складі УРСР у серпні 1939 року на ці терени прибули Петро Башук («Чок»), призначений Крайовим Провідником ОУН Володимиром Тимчієм («Лопатинським») на посаду провідника ОУН на Поліссі, Василь Загакайло («Білий») та інженер Орест Зовенко («Ховайло», «Ромашківський») з Луцька.
За спогадами одного з учасників подій Ореста Зовенка («Ховайла») штаб, з якого здійснювалася підготовка до повстання, розташовувався на прилеглому до лісу хуторі одного з поліських сіл та був цілковито законспірований від місцевого населення. Пропагандивний осередок розміщувався у одній з селянських хат, і обидва цих пункти перебували під охороною озброєних людей. Крім охорони штаб мав також своїх розвідників.
У рамках підготовки до повстання Петро Башук («Чок») та прибулі разом з ним члени ОУН займалися подальшою розбудовою на території Полісся організаційної сітки. Зокрема, відбулося декілька зустрічей з представниками місцевого осередку Комуністичної партії Західної України, унаслідок чого Провід ОУН на Поліссі отримав змогу нав'язати відповідні зв'язки з північною частиною Полісся. На одній з таких зустрічей у лісі біля села Кленки за участю Петра Башука, Земляка, Байди, Лопачука та Прокоповича, другого секретаря КПЗУ на Поліссі Федора з Янова та представників осередків КПЗУ з Дорогочинщини, Пінщини та Сарненщини, було досягнуто домовленості про те, що комуністи нададуть своїх людей під командування ОУН, не вестимуть серед повстанських відділів своєї агітації, а також дотримуватимуться військової дисципліни. Зі свого боку, ОУН у випадку провалу повстання гарантувало повстанцям-комуністам безпеку. Також ОУН мала забезпечити повстанські загони своїми старшинами та зброєю. У рамках практичної реалізації цих домовленостей другий секретар КПЗУ на Поліссі Федір увійшов до складу Проводу ОУН на Поліссі. Також на пропозицію членів КПЗУ майбутній повстанський відділ отримав назву «Поліське Лозове Козацтво».
Крім цього, пропагандивним осередком було виготовлено відозви, які незадовго до початку виступу були передані через зв'язкових задля поширення на території Полісся серед місцевого населення. Втім, масове поширення цих відозв повинно було відбутися лише після початку повстання, сигнал до якого мало подати вище керівництво ОУН.

## Створення підрозділу
Після початку німецько-польської війни 3 вересня 1939 року Петро Башук («Чок») поширив на території Полісся відозву, у якій закликав місцеве населення саботувати призов до Війська Польського, а натомість вступати до повстанського загону ОУН. Уже увечері того ж дня перші добровольці зголосилися до Поліського лозового козацтва, і надалі їхня кількість збільшувалася, зокрема, за рахунок колишніх в'язнів польських тюрем — членів КПЗУ. Було сформовано військовий штаб загону, до якого увійшли П. Війтюк — «Погоня», В. Загакайло — «Білий», О. Зовенко — «Ховайло» та інші. Очолив відділ Петро Башук.
Також у звітах ОУН організаторами збройних виступів у Дорогочинському повіті названо «Вія» та «Орла».
Однією з головних проблем створюваного відділу була нестача зброї. Як пізніше згадував Петро Башук:
|  | Можливости здобути зброю я вчепився всією силою своєї волі й віри. На станиці рушниці, ґранати, револьвери[...]. Вдатися мусить... Може й не вдатися, але завернути від того пляну вже неможливо. Це єдиний вихід[...]. |

Іншою проблемою була присутність у лавах Поліського лозового козацтва значної кількості людей, які не мали військового вишколу. З цього приводу Петро Башук відзначив, що:
:
|  | Летючки зробили своє. Вони були доказом, що хтось тим всім керує. Погоня, Білий, Ромашківський - військовий штаб, роботи мають повні руки. Ліс наповнився повстанцями. Треба їх повстанського розуму навчити і про все подбати. Старшина і повстанець мусить бути універсальний. Він не може сказати: не вмію, я того не вчився, то не моє діло і т. д. Він мусить бути військовиком, організатором, бойовиком, господарем і навіть духовником, знавцем зброї, топографії. |

## Участь у антипольському повстанні

Василь Загакайло — «Білий» — один з командирів Поліського лозового козацтва

Першою акцією Поліського лозового козацтва було роззброєння польської протилетунської станиці у с. Кліщі Дорогичинського повіту, унаслідок чого було здобуто 18 рушниць, 6 револьверів, дві скриньки набоїв і скриньку гранат. Після цього до загону долучилося ще 20 українців, і повстання почало ширитися по всій околиці.
Упродовж трьох днів було роззброєно військові станиці і постерунки польської поліції в околицях Скибич, Кліщів, Мотоля та інших сіл, захоплено значну кількість гвинтівок, один кулемет та набої. Збройні загони були створені також у Гутові, Дорогичині, Кленках, Окдимирі, Скибичах, Стрільній, Янові Поліському (тепер Іванове у Берестейській області Білорусі). На відтинку С. Левицького-«Кліща» було знищено кілька підрозділів польської кінноти.
Група В. Загакайла — «Білого» мала взяти під контроль гостинець, і після здобуття зброї незадовго до 17 вересня 1939 року разом з групою О. Зовенка — «Ховайла» вирушила до одного з повітових міст західного Полісся для взяття його під свій контроль. Однак за даними розвідки з'ясувалося, що у місті знаходився польський військовий кінний відділ, чисельність якого значно перевищувала сили повстанців. Унаслідок цього акція виявилася безрезультатною, і групи «Білого» та «Ховайла» було перекинуто до іншого повітового міста.

## Подальша доля

Семен Левицький-«Кліщ» — один з організаторів Поліського лозового козацтва

Зі вступом на територію Західної України Червоної Армії Поліське лозове козацтво опинилося у складному становищі. У його лавах перебувало чимало членів КПЗУ, які були симпатиками Радянського Союзу, а тому не хотіли воювати з радянськими військами.
У зв'язку з цим було ухвалено рішення про зміну подальшої тактики дій загону. Зокрема, було прийнято рішення перемістити штаб з села до повітового міста Дорогочин, змагазинувати запаси зброї та інших матеріалів, а також законспірувати друкарню та пропагандивну літературу. Ряд членів ОУН, зокрема, П. Башук, В. Загакайло, С. Левицький, А. Мандзій, О. Зовенко, з наближенням радянських військ відійшли в напрямку Берестя, а звідти повернулися на Галичину або на Волинь. Відповідне рішення було ухвалено на нараді Проводу ОУН на Поліссі.
На той час відділ Поліського лозового козацтва налічував 218 добре озброєних та вишколених вояків.
Своє прощання з вояками відділу пізніше описав у спогадах його перший командир Петро Башук, згадуючи:
|  | Я почав робити перегляд. Їхні сірі піджаки, в якому був і я, нагадували мені сірі кабати моїх рідних сторін, а їхні великі очі, з яких виглядала трагедія нашої країни, гляділи прямо в мене і мовчки говорили, що вони є добрі і вірні. Ще цієї ночі ми розійдемося. Розійдемося як друзі, бо з тим я прибув на Полісся. За мною гонила смерть - ви дали мені, і Байді, і Кліщеві захист. |

Після відходу Петра Башука командування над відділом перейняв поручник Володимир Війтюк — «Погоня», якого також було призначено Провідником ОУН на Поліссі.
Під керівництвом Війтюка Поліське лозове козацтво 22 вересня 1939 року зайняло повітове місто Дорогичин, однак вже наступного дня було змушено відступити під натиском загонів Червоної Армії. Невдовзі відділ було розформовано.
З встановленням на Західній Україні радянської влади частина вояків Поліського лозового козацтва емігрувала, а частина перейшла у підпілля.

## Обмундирування
За спогадами Петра Башука, вояки Поліського лозового козацтва частково були обмундировані у польські шинелі, а частково у так звані «поліські піджаки». Усі мали пояси та добре взуття, здобуте під час нещодавніх бойових дій на терені. Однак ніхто з вояків, навіть ті, що долучилися до повстанського загону безпосередньо із лав Війська Польського, не носили так званих польських «роґатувок».